# Togo (kutya)
Togo (Territory of Alaska, 1913 – Poland, 1929. december 5.) Leonhard Seppala szánhajtó és kutyaszáncsapatának vezető szánhúzó kutyája az 1925-ös, Alaszka középső és északi részén keresztül Nome-ba tartó szérumfutáson. Annak ellenére, hogy jóval nagyobb távolságot tett meg, mint a futás többi vezető kutyája, és az ösvény néhány legveszélyesebb szakaszán, az ő szerepe kimaradt az eseményről szóló korabeli hírekből, a váltó utolsó szakaszának vezető kutyája, Balto javára, akit Seppala szintén birtokolt és tenyésztett.
Togo-t először csak bajkeverőnek tartották, mielőtt Seppala természetes vezetőnek és csodakölyöknek tartotta volna, de már kölyökként is rendkívüli elkötelezettséget és kitartást mutatott, és felnőttként is szokatlan intelligenciát mutatott, többször megmentve csapata és a musherek életét. Az ő vonalából tenyésztett szánhúzó kutyák hozzájárultak a "Seppala Szibériai" szánhúzó kutyák vonalához, valamint a szibériai husky génállományához.

## Szérumfutás
1925 januárjában a nyugat-alaszkai Nome városában kezdődő diftériajárvány jelei mutatkoztak. A tél kellős közepén az oltóanyag odaszállításának egyetlen lehetséges módja a kutyaszán volt. Húsz hajtó és mintegy százötven kutya öt és fél nap alatt teljesítette a Nenana és Nome közötti 1085 kilométeres távot. A szérumfutás résztvevőinek hősiessége a korabeli sajtó és rádió egyik fő témája volt. A médiavisszhang jelentősen hozzájárult a védőoltások elterjesztéséért folytatott kampányhoz.
A szérumfutás emlékére rendezik meg 1967 óta az Iditarod kutyaszánhajtó-versenyt, valamint 1997 óta a kutya- és motoros szánokkal az eredeti útvonalon zajló Serum Run 25 túrát.